# سوق سيدي سريدك
سوق سيدي سريدك هو أحد أسواق مدينة تونس. وتباع فيه الخضر والغلال واللحوم والدواجن والأسماك والمواد الغذائية.

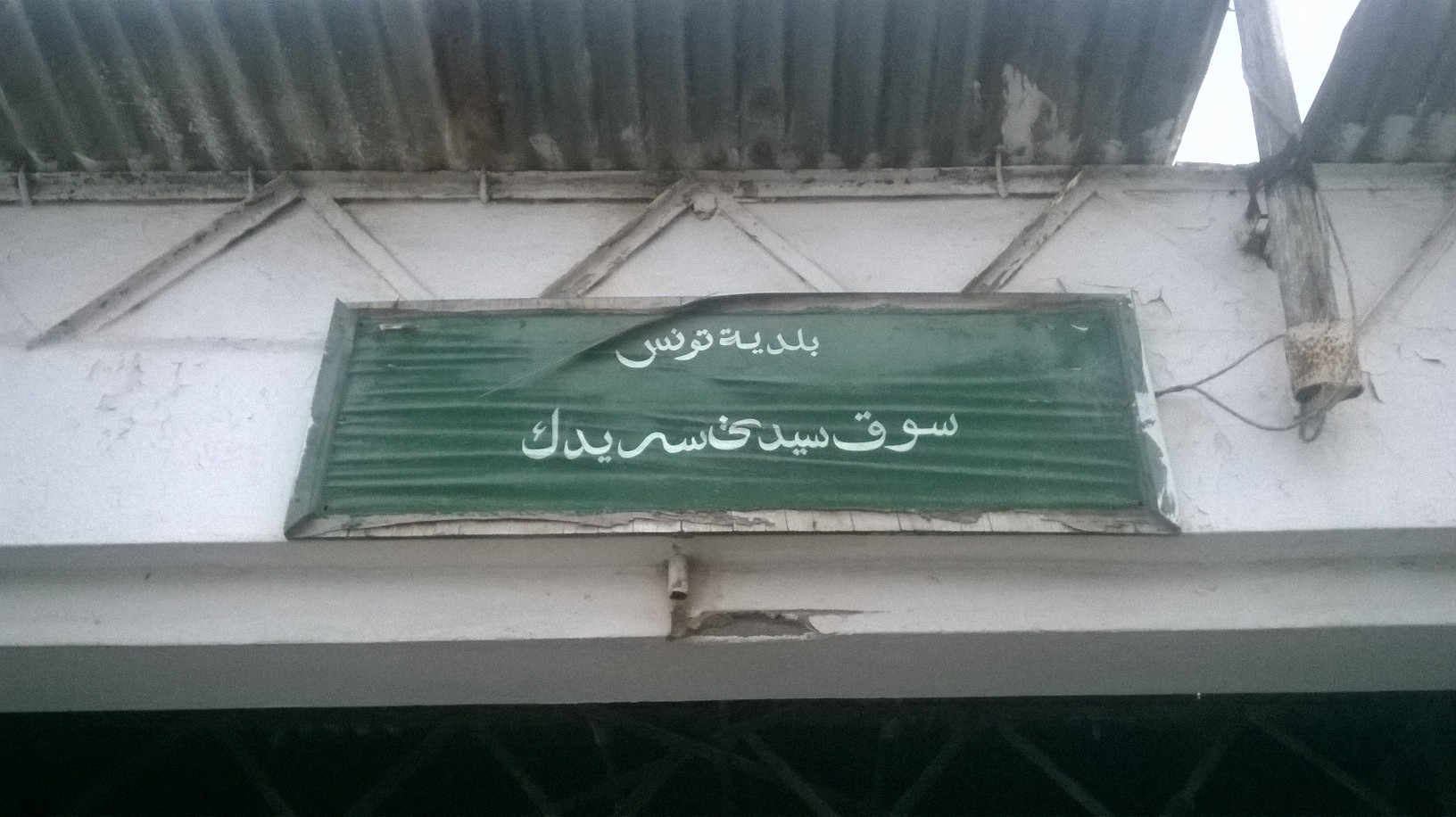
لافتة سوق سيدي سريدك

## موقعه
يقع هذا السوق بنهج سيدي سريدك في حي الحفصية، ويمكن النفاذ إليه عن طريق نهج المنجي سليم ونهج الحفصية. وهو بالتالي قريب من حارة اليهود، وتقع غير بعيد منه مدرسة سكنى الطلبة العاشورية.

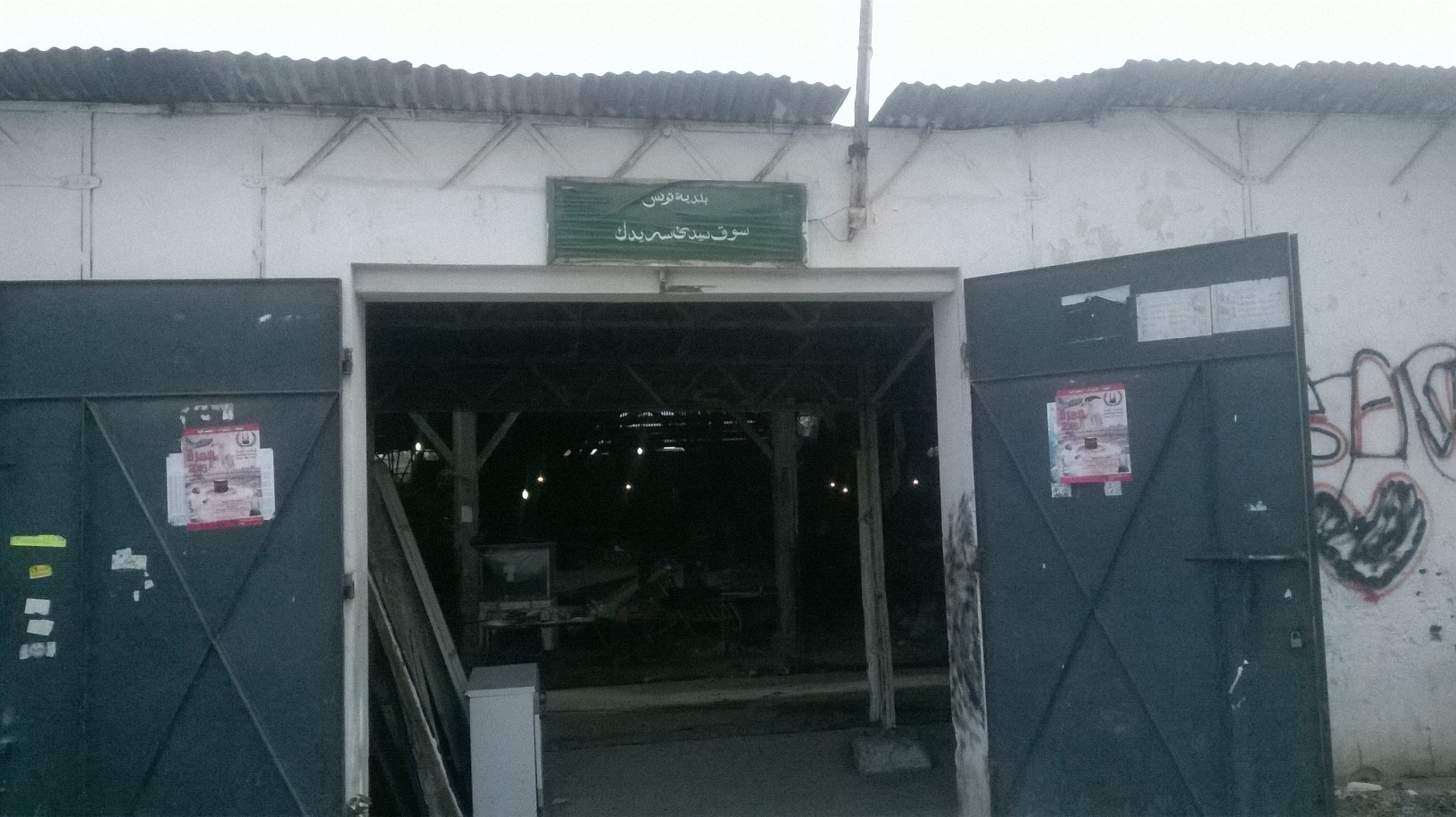
مدحل سوق سيدي سريدك

## موقع
أقيم هذا السوق سنة 1940، في عهد أحمد باي الثاني. وقد أعيدت تهيئته في 2010 بأمر من شيخ مدينة تونس. وفي سنة 2014 أعلنت بلدية تونس عن طلب عروض لإعادة بناء سوق سيدي سريدك في إطار برنامج التنمية المندمجة بمعتدية المدينة وبتمويل من الصندوق العربي للإنماء الاقتصادي والاجتماعي.

## معرض صور

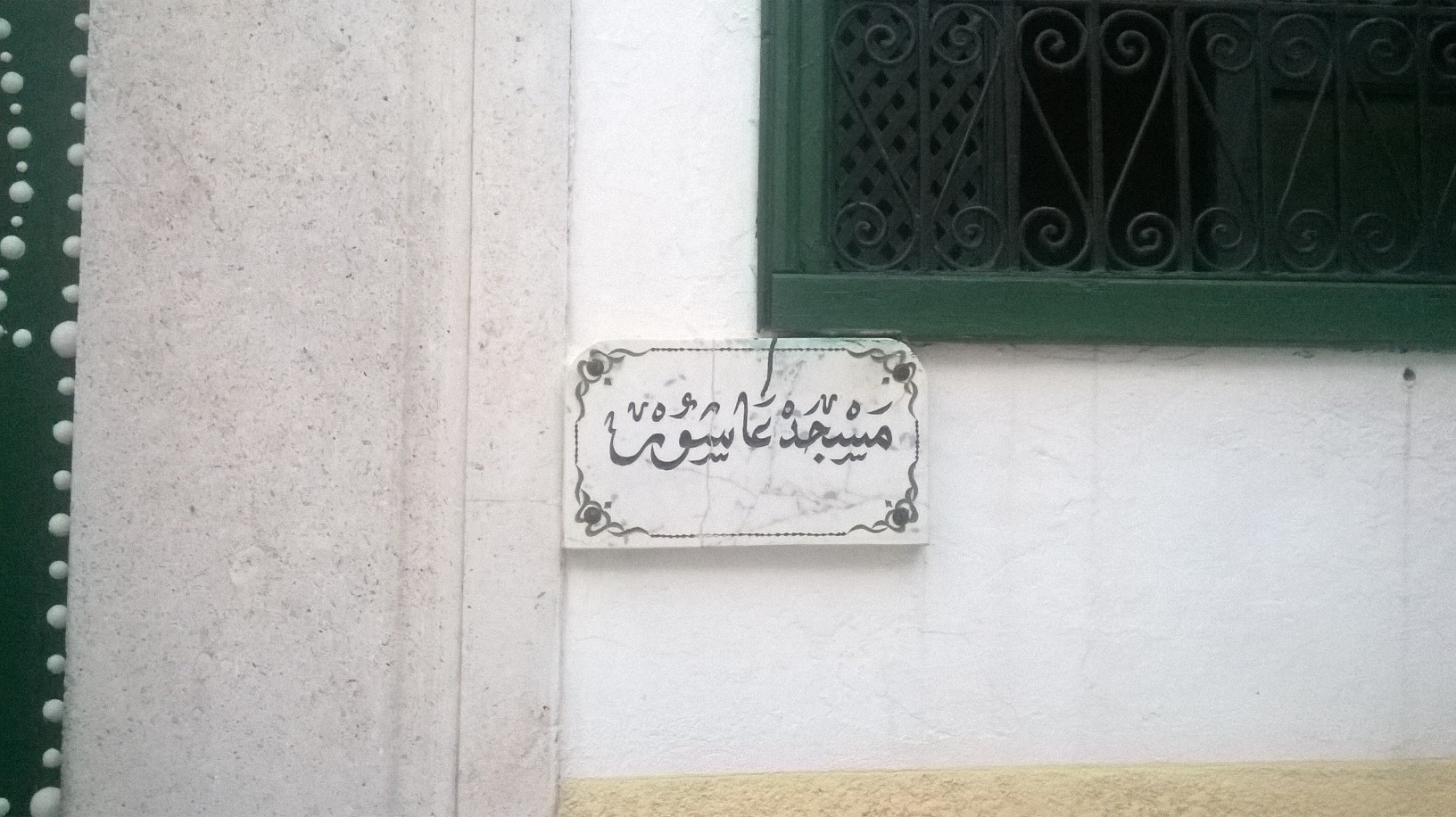
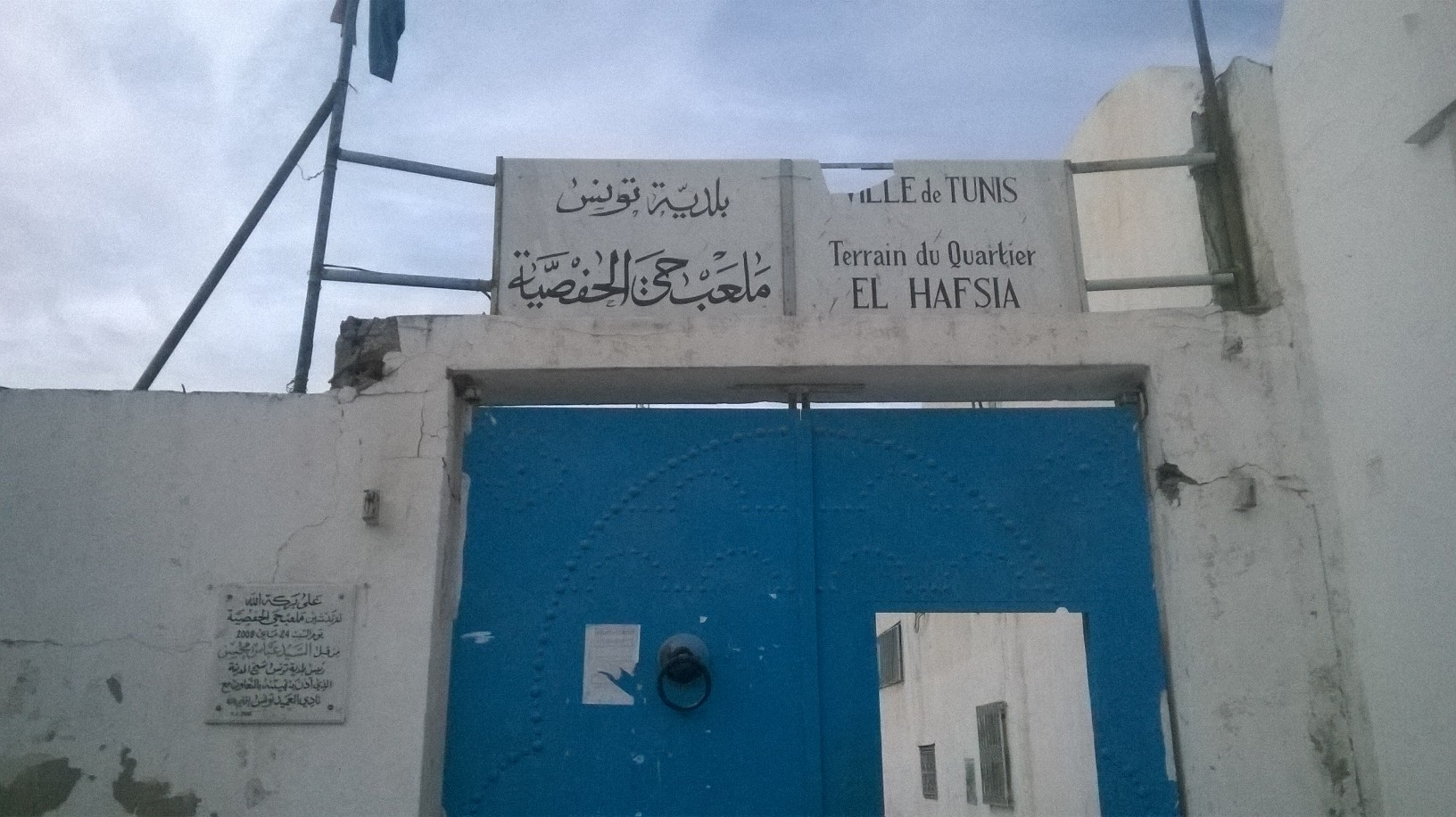
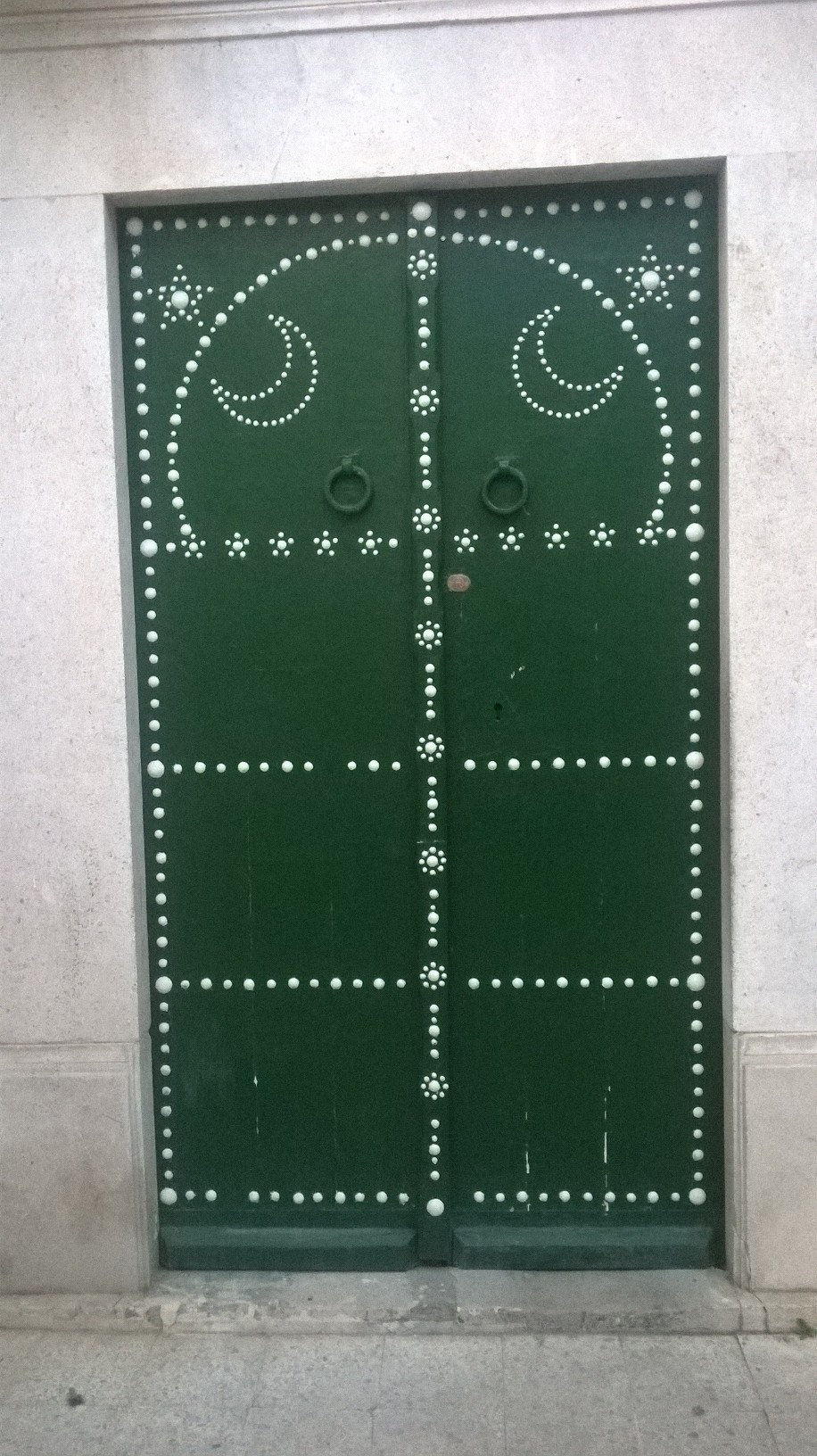
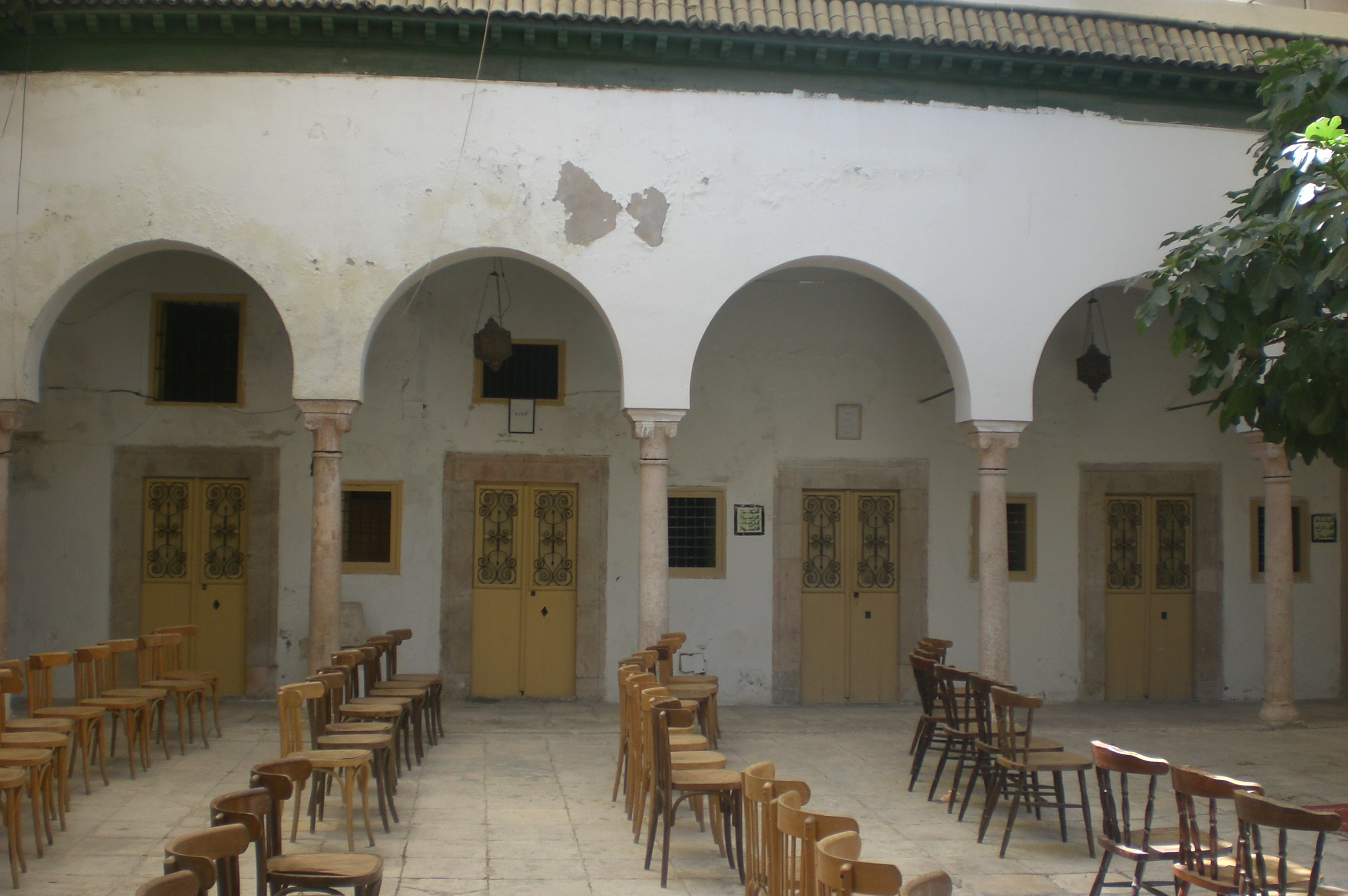
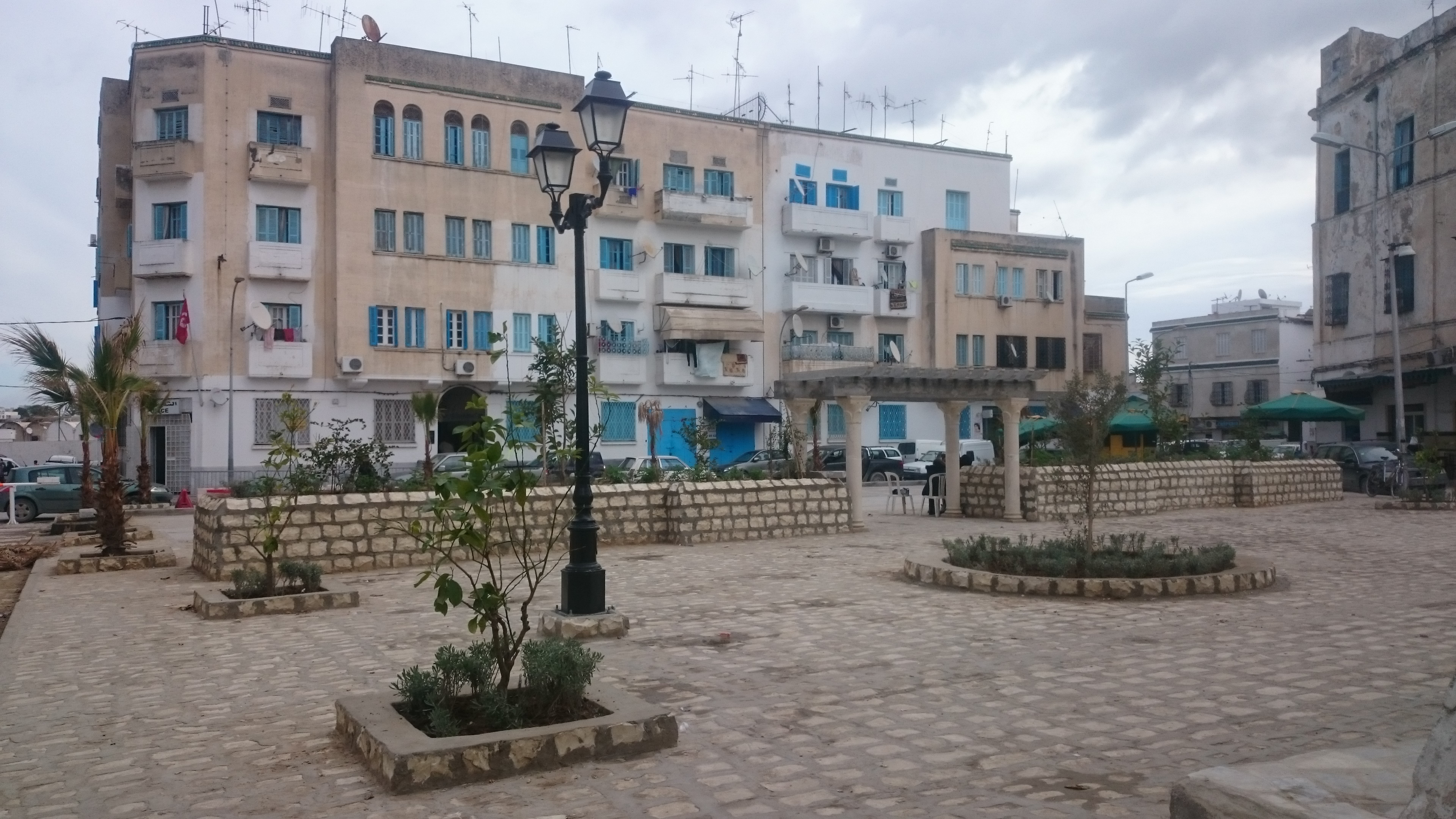
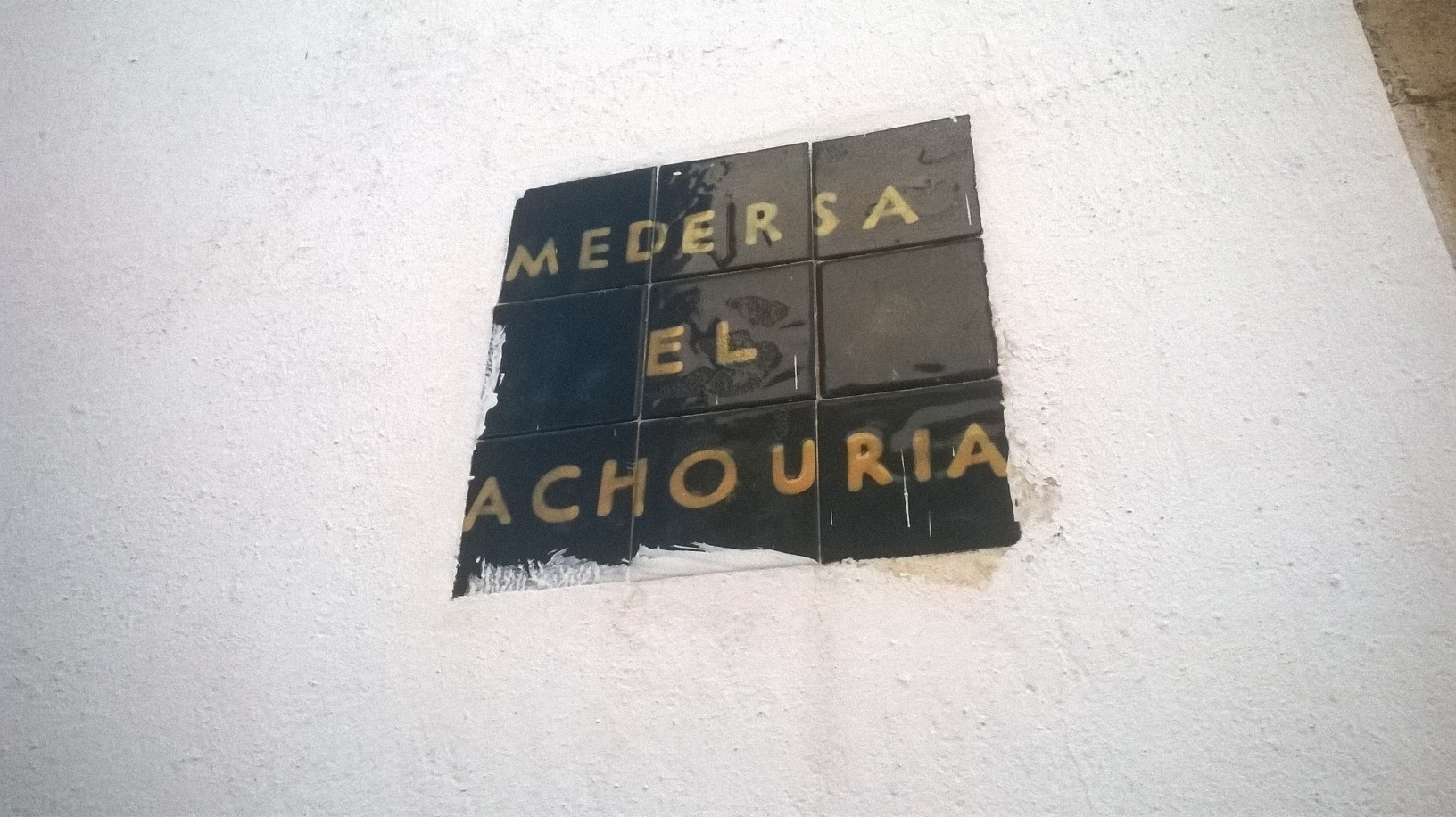